# Awa Dioum-Ndiaye
Awa Dioum-DIOP (née le 25 novembre 1961) est une athlète sénégalaise, spécialiste des épreuves combinées, du saut en hauteur et du triple saut.

## Biographie
Elle remporte trois médailles d'or lors des Championnats d'Afrique d'athlétisme, deux au saut en hauteur en 1984 et 1985, et une au triple saut en 1992. En 1987, elle remporte le titre de la hauteur des Jeux africains.

### Palmarès
| Date | Compétition            | Lieu     | Résultat | Épreuve         | Performance |
| ---- | ---------------------- | -------- | -------- | --------------- | ----------- |
| 1984 | Championnats d'Afrique | Rabat    | 1re      | Saut en hauteur | 1,76 m      |
| 1985 | Championnats d'Afrique | Le Caire | 1re      | Saut en hauteur | 1,76 m      |
| 1987 | Jeux africains         | Nairobi  | 1re      | Saut en hauteur | 1,80 m      |
| 1992 | Championnats d'Afrique | Maurice  | 1re      | Triple saut     | 12,47 m     |

### Records
| Épreuve    | Performance | Lieu       | Date        |
| ---------- | ----------- | ---------- | ----------- |
| Heptathlon | 5 029 pts   | Athis-Mons | 8 juin 1986 |